# Himmelskönig, sei willkommen
Himmelskönig, sei willkommen (BWV 182) – kantata Johanna Sebastiana Bacha przeznaczona na Niedzielę Palmową. Jest to prawdopodobnie pierwsza kantata, którą Bach napisał dla dworu w Weimarze w związku z objęciem tam stanowiska koncertmistrza. Premiera miała miejsce 25 marca 1714.

## Części kantaty
1. Sonata
2. Chór Himmelskönig, sei willkommen
3. Recytatyw Siehe, ich komme
4. Aria Starkes Lieben
5. Aria Leget euch dem Heiland unter
6. Aria Jesu, lass durch Wohl und Weh
7. Chorał Jesu, deine Passion
8. Chór So lasset uns gehen in Salem der Freuden

## Obsada
- alt, tenor, bas
- chór czterogłosowy
- flet prosty
- 2 skrzypiec
- 2 viole da braccio
- basso continuo